# Coleophora tuvensis
Coleophora tuvensis é uma espécie de mariposa do gênero Coleophora pertencente à família Coleophoridae.